# День кадрового працівника
День ка́дрового працівника́ або День працівника кадрової служби відзначається в Україні щороку в першу неділю жовтня.
В цей день свято відзначається відповідно до Наказу Міністра оборони України № 423 від 1 вересня 2008 року «Про встановлення Дня працівника кадрових органів».
Редакція журналу «Довідник кадровика» відзначає професійне свято День кадровика 27 квітня. Так був зроблений перший крок до офіційного визнання свята. Адже саме цього дня в 1993 році Кабінет Міністрів України затвердив трудову книжку — основний документ обліку трудової діяльності громадян України.
На думку видання «Кадровик-01» професійним святом кадровиків має стати дата ухвалення Верховною Радою Трудового кодексу.

## Історія
В Радянській Росії 12 жовтня 1918 року рішенням Народного комісаріату юстиції була прийнята Інструкція «Про організацію радянської робітничо-селянської міліції». Цього ж дня були створені перші кадрові апарати органів внутрішніх справ.
Вперше традиція відзначати професійне свято «День кадрового працівника» з'явилася саме в кадрових службах органів внутрішніх справ СРСР. Поступово вона з'явилась і на інших підприємствах.
В Україні свято встановлене Наказом Міністра оборони України Юрієм Єхануровим за наказом № 423 від 1 вересня 2008 року «Про встановлення Дня працівника кадрових органів».
До цього День кадровика в Україні неофіційно святкували 27 квітня — у 1993 році Кабмін прийняв постанову «Про трудові книжки працівників» № 301, якою затвердив зразок бланка української трудової книжки.

## Статус свята
Професійне свято працівників кадрової служби досі офіційно не встановлене на державному рівні.
В 2011 році з метою підвищення статусу кадровика і кадрової служби загалом, зростання привабливості цієї професії журнал «Довідник кадровика» виступив з ініціативою щодо встановлення такого свята і запропонував відзначати День кадровика 27 квітня. 23 березня 2011 року на ім'я Президента було надіслано відповідне звернення:
|  | Вельмишановний пане Президенте! Журнал «Довідник кадровика» та його численні передплатники звертаються до Вас з проханням — встановити професійне свято для всіх працівників, які займаються кадровою роботою на підприємствах, в установах, організаціях, День кадровика. Кадрова служба є на кожному підприємстві чи в установі України. Працівник кадрової служби мусить добре знатися на людях, розуміти їхні характери, бачити психологічний стан, ефективно організовувати і координувати їхню роботу. Він повинен вміти створювати у кожного працівника відчуття причетності до розв’язання спільних завдань, що виникають у процесі роботи. Сучасне виробництво вимагає від кадровиків таких якостей, як висока професійна майстерність, здатність приймати самостійні рішення. Для того щоб трикутник «держава — роботодавець — працівник» ефективно працював, кадровик має виконувати ключову роль. З метою підвищення статусу кадровика і кадрової служби загалом, зростання привабливості цієї професії журналом «Довідник кадровика» було запропоновано відзначати День кадровика 27 квітня — у 1993 році в цей день відповідною постановою Кабінету Міністрів України було прийнято зразок трудової книжки працівника незалежної України. Уперше своє професійне свято кадровики відзначали в 2007 році. Це знайшло серед них активну і гарячу підтримку. Працівники кадрових служб України 27 квітня вітають своїх колег і сподіваються, що їхня праця буде поцінована на державному рівні встановленням професійного свята — Дня кадровика. Встановлення такого свята не потребує додаткового фінансування. <...> Редакція журналу отримувала і отримує численні листи з підтвердженням необхідності встановлення такого свята. ... |

Звернення підписало багато тисяч працівників кадрових служб підприємств, установ, закладів України.

### Обов'язки кадрового працівника
Кадрова служба є на кожному підприємстві чи в установі України. Працівник кадрової служби мусить добре знатися на людях, розуміти їхні характери, бачити психологічний стан, ефективно організовувати і координувати їхню роботу. Він повинен вміти створювати у кожного працівника відчуття причетності до розв'язання спільних завдань, що виникають у процесі роботи.
Сучасне виробництво вимагає від кадровиків таких якостей, як висока професійна майстерність, здатність приймати самостійні рішення.
Для того щоб трикутник «держава — роботодавець — працівник» ефективно працював, кадровик має виконувати ключову роль.
Кадровий робітник поєднує кваліфікацію і прагнення кандидата із запитами і побажаннями замовника (керівника фірми). Саме цьому підпорядковується вся робота: пошук клієнтів, укладення угод, розміщення рекламних оголошень, перегляд резюме, прийом телефонних дзвінків потенційних кандидатів, проведення аналізу і оцінка професійних і особистих рис кандидатів. Основна його функція — пошук необхідних працівників і оформлення відповідних документів.